# ماركو بيرين
ماركو بيرين (بالفرنسية: Marco Perrin)‏ (و. 1927 – 2014 م) هو ممثل، من فرنسا، ولد في آكس آن بروفانس، توفي عن عمر يناهز 87 عاماً.

## وصلات خارجية
- ماركو بيرين على موقع IMDb (الإنجليزية)
- ماركو بيرين على موقع ألو سيني (الفرنسية)
- ماركو بيرين على موقع أول موفي (الإنجليزية)
- ماركو بيرين على موقع قاعدة بيانات الأفلام السويدية (السويدية)
- ماركو بيرين على موقع قاعدة بيانات الفيلم (الإنجليزية)
- ماركو بيرين على موقع كينوبويسك (الروسية)